# Andrzej Załuska
Andrzej Załuska herbu Kościesza – komornik wiski w 1783 roku.